# Malarz (obraz Jeana-Louisa-Ernesta Meissoniera)
Malarz (fr. Le Peintre) – obraz olejny namalowany przez francuskiego malarza Jeana-Louisa-Ernesta Meissoniera w 1855, znajdujący się w zbiorach Cleveland Museum of Art w Cleveland w stanie Ohio. Meissonier wystawił obraz na Salonie w Paryżu w roku 1857. 

## Opis
Jean-Louis-Ernest Meissonier często przedstawiał artystów i muzyków z XVII i XVIII wieku zaangażowanych w swoją pracę. Aby zapewnić autentyczność swoich obrazów, Meissonier kupował akcesoria na lokalnych targach kostiumowych.
Scena na obrazie przedstawia malarza siedzącego na niskim krześle w swoim atelier, skupionego na malowaniu małego płótna na sztaludze, przedstawiającego nimfę i satyra. Artysta w prawej dłoni trzyma pędzel, a w lewej pozostałe pędzle i paletę. Osiemnastowieczny kostium malarza – od prawie 100 lat nieaktualny w momencie powstania obrazu – przekształca scenę w uroczą historyczną fikcję. Mandolina za sztalugą i popiersie na szafie wskazują na zainteresowanie artysty muzyką i rzeźbiarstwem.